# Pauline Lord
Pauline Lord (Hanford, 13 agosto 1890 – Alamogordo, 11 ottobre 1950) è stata un'attrice statunitense.

## Biografia

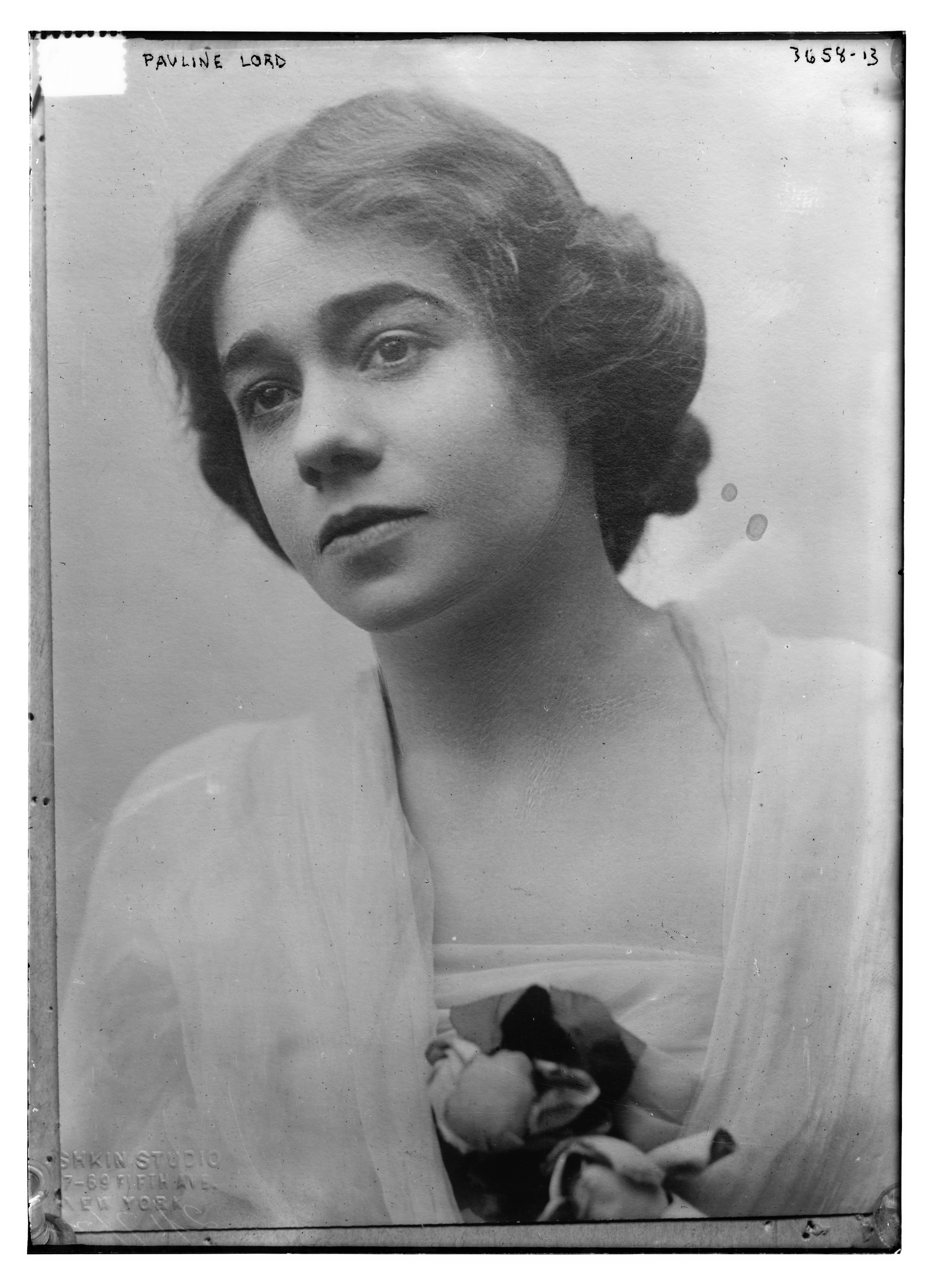
Pauline Lord nel 1915

Pauline Lord nacque l'8 agosto 1890 ad Hanford, in California,una dei quattro figli di Edward Lord, uno stagnino e di Sara Foster; si trasferì con la sua famiglia a San Francisco quando era bambina.
La sua carriera scolastica la svolse frequentando la Holy Rosary Academy a Woodland, in California, invece la sua formazione artistica la effettuò studiando recitazione al Teatro Alcazar di San Francisco.
Debuttò nel 1903 nel ruolo di cameriera in Are You a Mason?, con la Belasco Stock Company al Teatro Alcazar di San Francisco. A Broadway dal 1912 nel ruolo di Ruth Lenox in The Talker, ottenne il suo primo successo.
A parte la sua interpretazione in Anna Christie di Eugene O'Neill a Broadway nel 1921-1922, che le diede rinomanza internazionale, ruolo interpretato anche da Greta Garbo in Anna Christie (1930), ha avuto altri importanti ruoli teatrali in They Knew What They Wanted di Sidney Howard nel 1924, che confermò le sue doti di grande sensibilità recitativa, Trelawney of the Wells (1927), Nina nella compagnia itinerante di Strange Interlude (1928-1929), The Late Christopher Bean (1932-1933) e Ethan Frome (1936).
La sua breve parentesi cinematografica incluse una fortunatissima esperienza come Abby nel film di Sidney Howard The Late Christopher Bean, oltre che il suo primo e unico film da protagonista, interpretando con successo il ruolo di Alice Hegan Rice in Mrs. Wiggs of the Cabbage Patch (1934). Tuttavia, la Lord non si entusiasmò per i processi di creazione di un film, e tornò sul palcoscenico.
Da menzionare, dopo il suo rientro teatrale, la sua tournée con The Glass Menagerie di Tennessee Williams, nel 1946, come Amanda, una madre che disperatamente manipola le vite della figlia paralizzata e del figlio disabile.
Si sposò con Owen B. Winter, un dirigente pubblicitario, il 27 aprile 1929, divorziando nel 1931.
Pauline Lord morì il 10 ottobre 1950 per le ferite riportate a causa di un incidente stradale ad Alamogordo, nel Nuovo Messico.

## Opere principali

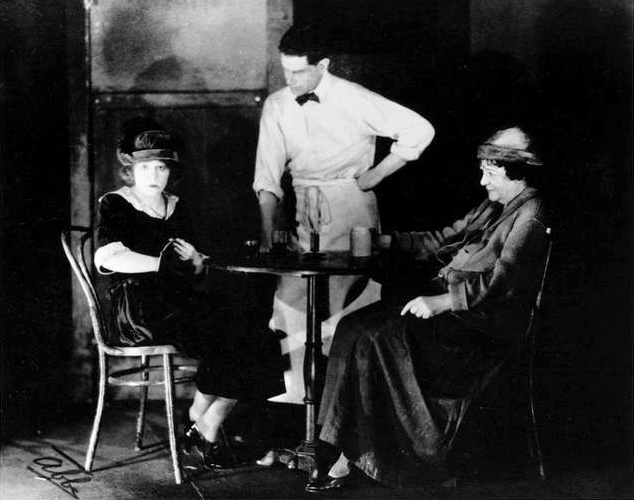
Pauline Lord a Broadway in Anna Christie, 1922

- Sleep My Pretty One, dramma, originale, ruolo: Mrs. Alicia Sturdevant, 2 novembre 1944 - 11 novembre 1944;
- The Walrus and the Carpenter, dramma, originale, ruolo: Essie Stuyvesant, 8 novembre 1941 - 15 novembre 1941;
- Eight O'Clock Tuesday, dramma, originale, ruolo: Beatrice Godden, 6 gennaio 1941 - 18 gennaio 1941;
- Suspect, dramma, originale, ruolo: Mrs. Smith, 9 aprile 1940 - 4 maggio 1940;
- Ethan Frome, dramma, originale, ruolo: Zenobia Frome, 21 gennaio 1936 - 5 maggio 1936;
- The Late Christopher Bean, commedia, originale, ruolo: Abby, 31 ottobre 1932 - maggio 1933;
- The Truth About Blayds, tragicommedia, revival, ruolo: Isobel, 11 aprile 1932 - maggio 1932;
- Distant Drums, dramma, originale, ruolo: Eunice Wolfhill, 18 gennaio 1932 - febbraio 1932;
- Salvation, dramma, originale, ruolo: Bethany, 31 gennaio 1928 - febbraio 1928;
- Strange Interlude, dramma, originale, ruolo: Nina Leeds, 30 dicembre 1928 - 15 giugno 1929;
- Spellbound, dramma, originale, ruolo: Ethel, 14 novembre 1927 - dicembre 1927;
- Mariners, dramma, originale, ruolo: Lily Cobb, 28 marzo 1927 - aprile 1927;
- Trelawny of the "Wells", commedia, revival, ruolo: Miss Imogen Parrott, 31 gennaio 1927 - marzo 1927;
- Sandalwood, dramma, originale, ruolo: Lucy, 22 settembre 1926 - ottobre 1926;
- They Knew What They Wanted, commedia, originale, ruolo: Amy, 24 novembre 1924 - 14 novembre 1925;
- She Stoops to Conquer, commedia, revival, ruolo: A Maid, 9 giugno 1924 - giugno 1924;
- Launzi, dramma, originale, ruolo: Launzi, 10 ottobre 1923 - ottobre 1923;
- Anna Christie, dramma, originale, ruolo: Anna Christopherson, 2 novembre 1921 - aprile 1922;
- Samson and Delilah, tragicommedia, originale, ruolo: Dagmar Krumback, 17 novembre 1920 - marzo 1921;
- Big Game, dramma, originale, ruolo: Marie Smith, 20 gennaio 1920 - febbraio 1920;
- Night Lodging, dramma, originale, ruolo: Nastia, 22 dicembre 1919 - gennaio 1920;
- Our Pleasant Sins, dramma, originale, 21 aprile 1919 - maggio 1919;
- April, dramma, originale, 6 aprile 1918 - maggio 1918;
- Under Pressure, dramma, originale, 21 febbraio 1918 - marzo 1918;
- The Deluge, dramma, originale, 20 agosto 1917 - settembre 1917;
- The Talker, dramma, originale, ruolo: Ruth Lenox, 8 gennaio 1912 - maggio 1912.

## Bibliografia

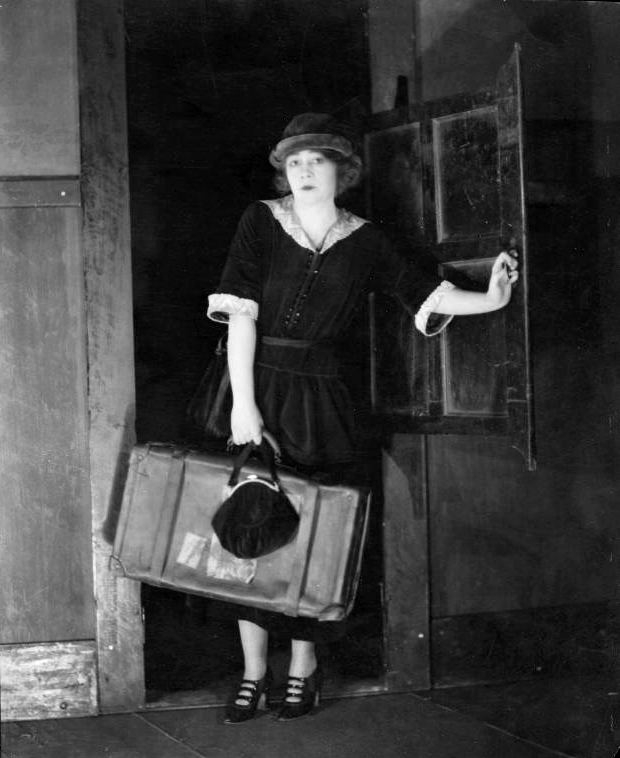
Pauline Lord a Broadway in Anna Christie, 1922